# 結核性髄膜炎
結核性髄膜炎（けっかくせいずいまくえん、tuberculous meningitis）は結核によって引き起こされる髄膜炎である。

## 病態
結核性髄膜炎は結核菌が血行性に髄膜へと急性に拡散して生じるわけではない。1933年にRichとMcCordockらは82例の結核性髄膜炎の剖検例を報告し、結核性髄膜炎の病因に関して規定した。結核の初期感染時、あるいは慢性結核の経過中に身体中のどこかの潜在性結核病変がたまたま再燃し、脳実質あるいは髄膜に粟粒結核病巣が作られるのである。感染初期の段階で少数の粟粒大の結核結節が脳実質や髄膜に散布される。結核結節は融合と増殖によって成長し、通常は乾酪化する。乾酪化病巣が髄膜炎を惹起する傾向を示すかどうかは、病巣がくも膜下腔にどれだけ近いか、免疫によって線維性被膜が形成される速度によって規定される。上衣下の乾酪化病巣は数ヶ月ないし数年間も非活動性のままでいて、後にくも膜下腔へ結核菌や結核抗原をばらまくことによって髄膜炎を引き起こすことがある。
結核性髄膜炎の神経合併症は結核菌や結核抗原がくも膜下腔へ散布され、これに対して過剰反応が引き起こされることで生じる。この結果、濃厚な浸出液が分泌され、それは脳底槽を充満し、脳底部で脳血管をとりまき、その結果ウイリスの動脈輪を形成する血管を絞扼することとなる。数日のうちに増殖性くも膜炎が形成される。炎症性浸出性腋芽脳底槽に存在することによって髄液流がせき止められ、その結果閉塞性水頭症が発生する。線維素性癒着ができるとくも膜顆粒による再吸収が阻害さる。髄液の再吸収が阻害されると交通性水頭症がおこる。結核の血管壁への直接浸潤によってしょうじた血管炎ないしくも膜炎のために血管が脳底部で圧迫されて脳虚血や脳梗塞が生じる。

## 症状
結核性髄膜炎は真菌性髄膜炎とともに亜急性から慢性の経過をたどる髄膜炎の代表であるがその症状は一様ではない。髄膜刺激症状が出現する前に発熱、頭痛、悪心、嘔吐、食思不振などが2週間あるいはそれ以上続くことがある。これを前駆期という。経過とともに髄膜刺激症状をしめすことが多い。また性格変化、記憶障害といった緩徐進行性の認知機能低下で発症することもある。
成人結核性髄膜炎患者において、発熱は全症例の79％、頭痛は71％、髄膜刺激症状は56％にみられた。

## 検査
頭部MRI
初期は異常が認められないこともある。結核性髄膜炎は脳底髄膜炎の形をとるため、脳底部に均一な増強効果が認められる。経過中に還流障害による二次性水頭症、血管炎による脳梗塞、結核腫形成が認められると結核性髄膜炎の可能性が高くなる。結核腫のように造影MRIで結節状またはリング状に造影効果を示すものにはクリプトコッカス髄膜炎、ウイルス性脳炎、サルコイドーシス、悪性リンパ腫、癌の髄膜転移などがある。診断に迷うときは開頭生検も考慮する。
髄液検査
結核性髄膜炎の古典的な脳脊髄液異常は、髄液圧の上昇、100～500mg/dlの範囲で髄液蛋白の上昇、10～500/μlの範囲のリンパ球優位の白血球増多、糖の低下である。病初期には脳脊髄液中の白血球はほとんど出現しないか、あるいは最初に多核球が優位でその後、1～7日かけてにリンパ球が優位になる。抗結核薬を投与するとリンパ球優位から多核白血球優位となる。
髄液培養の感度は71％、髄液塗沫標本では58％である。培養の結果が出るには2～4週間かかる。髄液PCRでも感度が56％で特異度が98％である。髄液ADA活性が9U/l以上で結核性髄膜炎が疑われ、15U/l以上では強く疑われる。髄液ADAは細菌性髄膜炎など他の感染症でも高値となるため特異度には問題がある。

## 診断
結核性髄膜炎を疑うTIPSがある。
7日より長い前駆期
眼底検査での視神経萎縮
局所神経症状
不随意運動（特に小児）
髄液多核球が50％以下
１つでもあれば感度は極めて高く、3つ以上あれば特異度は極めて高い。また細菌性髄膜炎ではないのに髄液ADA高値なども参考なる。成人では肺病変と髄膜炎が合併する頻度は高くなく、肺結核がなくとも結核性髄膜炎は否定出来ない。

## 治療

### 抗結核薬
日本結核診療ガイドラインでは結核性髄膜炎に対しても肺結核と同様の標準的な治療を行う。肺結核の初期の治療はイソニアジト（イスコチン®）とリファンピシン（リファジン®）にエタンブトール(エブトール®)またはストレプトマイシンを加えた3剤以上の併用が必要である。ピラジナミド(ピラマイド®)を加える事で薬剤耐性の危険性がさらに低下するとともに治療期間を最短に抑えることができる。これらの3剤または4剤の治療が標準療法となる。標準療法の最大の障害は薬剤による副作用である。標準治療を行った4人に1人は何らかの薬剤変更が必要であったという報告もある。標準療法が行えないと副作用が多く、抗菌力も劣る二次抗結核薬を長期使用することになる。イソニアジトとリファンピシンの発熱や発疹の副作用で使用できない時は減感作療法も検討されガイドラインも示されている。標準治療はピラジナミドの有無によって2つある。標準治療法Aは初期2ヶ月間はイソニアジト、リファンピシン、ピラジナミドにエタンブトールかストレプトマイシンを加えた4剤、以後4ヶ月はリファンピシンとイソニアジドの2剤で治療する。標準治療法Bは初期2ヶ月間はイソニアジト、リファンピシンにエタンブトールかストレプトマイシンを加えた3剤、以後7ヶ月はリファンピシンとイソニアジドの2剤で治療する。結核性髄膜炎の治療ではイソニアジド（INH）とリファンピシン（RFP）を使用する期間は3ヶ月間延長する。

### ステロイド
ステロイドはくも膜下腔の炎症鎮静化、中枢神経の免疫反応の増悪防止、水頭症・脳梗塞の予防効果があるとされている。デキサメサゾン0.3～0.4mg/kg/dayの投与を3週間行い、以降3～6週間で漸減する。

### 外科手術
水頭症に対するシャント術、巨大な結核腫の除去術、脳膿瘍のドレナージ術がある。

## 予後
結核性髄膜炎は適切な治療を行っても10％ほど一時的に増悪することがある。致死率は20～50％と報告されている。治療効果は治療開始時の意識レベルに関係する。昏睡状態で治療を開始した場合は死亡率が50～70％である。治療が著効せず4週間以上症状が続く患者では致死率80％である。生存者の20～30％で脳神経麻痺、眼球運動障害、精神症状、運動失調、不全麻痺、失明、難聴などがの後遺症が認められている。

## 疫学
2008年現在の日本においては新規結核登録患者数は年間24760人、罹患率は人口10万人あたり19.4人である。他の先進国ではカナダは人口10万人あたり4.7人、アメリカは4.3人であり、日本は結核の中蔓延国である。結核の中枢神経系への感染症は肺病変に比べると少なく全結核の0.5～1.0％ほどである。2009年度の日本の結核性髄膜炎患者の新規登録数は162人であり、結核患者の約0.7％、肺外結核例の約3.1％であった。稀であるが起炎菌としての同定や診断が困難であり未治療で放置した場合の致死率が30％と高いため髄膜炎診療では常に考慮する必要がある。